# 黄金の心 (森山直太朗のアルバム)
『黄金の心』(おうごんのこころ) は、森山直太朗8作目のフルアルバム。
2014年11月19日発売。発売元はユニバーサルミュージック。

## 概要
本作からEMI RECORDSレーベルに移動。前作「自由の限界」から1年振り。
フジテレビ系開局55周年記念ドラマ『若者たち2014』主題歌「若者たち」、
映画『ゴッドタン キス我慢選手権 THE MOVIE2 サイキック・ラブ』主題歌「五線譜を飛行機にして」収録。

## 収録曲
全曲 作詞/作曲: 森山直太朗/御徒町凧 (特記以外)
編曲: 森山直太朗 (2, 4, 7, 8) 高田漣 (1, 3, 5, 10) 高野寛 (6) 笹路正徳 (9)
1. 若者たち[3]　
  - 作詞:藤田敏雄 / 作曲:佐藤勝
2. 洪積世ボーイ
10th ANNIVERSARY TOUR「洪積世ボーイ」開催時に制作されたリード曲。
3. コンビニの趙さん
御徒町曰く「コンビニで働く外国人労働者を見て」書いた。
4. 昔話
5. こんなにも何かを伝えたいのに
6. 運命の人
TBSラジオ「バナナマンのバナナムーンGOLD」構成作家・オークラの結婚を祝う仲間内の会にて森山が即興で作った楽曲。
7. することないから
8. 悲しいんじゃなくて寂しいだけさ
9. 五線譜を飛行機にして
10. 黄金の心